# Power Trip (zespół muzyczny)
Power Trip – amerykańska grupa muzyczna wykonująca muzykę z pogranicza metalu i hardcore.

## Historia
Zespół został założony w 2008 w Teksasie, a założycielami byli Riley Gale i Blake Ibanez. Rok później uformował się długotrwały skład: Riley Gale (śpiew), Blake Ibanez (gitara prowadząca), Nick Stewart (gitara rytmiczna), Chris Whetzel (gitara basowa), Chris Ulsh (perkusja, od 2009). 
Grupa nagrała dwa albumy długogrające i inne wydawnictwa. Ich druga płyta pt. Nightmare Logic z 2017 była uznawana za najlepszy album roku m.in. według serwisów Rolling Stone, Billboard, Stereogum, AV Club, Bandcamp, LA Weekly, SPIN, Vinyl Me Please, Dallas Observer i dotarła do pozycji 22 notowania Billboard's Hard Rock Albums. Zespół czerpał inspiracę z dokonań takich formacji jak Cro Mags, Nuclear Assault, Killing Time, Sick of it All, Anthrax, Exodus i Slayer. W swojej stylistyce formacja łączyła techniczne aspekty thrash metalu z energią hardcore'a, a w przesłaniu akcentowała postawę polityczną, która podkreślała współczucie i tolerancję. Wśród tematów poruszanych w tekstach utworów były śmierć, zabijanie, polityka, światowy konflikt, zniszczenie. Grupa aktywnie koncertowała i dała się poznać jako pełna energii i pasji podczas występów.
W 2020 grupa została nominowana do Nagrody Grammy w kategorii Best Metal Performance za wykonanie utworu „Executioner's Tax (Swing of the Axe)”.
Muzycy PT zamieszkali w konurbacji Metroplex Dallas–Fort Worth. Muzycy zespołu utrzymywali się głównie z jego działalności.
25 sierpnia 2020 rodzina Riley'a Gale'a wydała oświadczenie informujące o jego śmierci. W tym czasie  grupa pracowała nad trzecim albumem w dyskografii.
W 2021 została założona fundacja The Riley Gale Memorial Foundation (RGF). W tym samym roku powstała formacja Fugitive, którą współtworzył Blake Ibanez.
1 grudnia 2023 w Austin podczas konertu grupy Fugitive jej członkowie Seth Gilmore i Blake Ibanez pozostali na scenie, po czym dołączyli do nich Nick Stewart, Chris Whetzel i Chris Ulsh, wykonując kilka utworów z repertuaru Power Trip
6 czerwca 2024 grupa zagrała pierwszy pełny koncert od czasu śmierci Gale'a, występując w Pomona, zaś jako wokalista wystąpił Seth Gilmore (wokalista zespołu Skourge) tj. długotrwały przyjaciel i współpracownik grupy. We wrześniu tego roku oznajmiono, że Power Trip pojawi się jako specjalny gość na europejskiej trasie grupy Pantera w 2025. 

## Muzycy
Obecni
- Blake Ibanez – gitara prowadząca, wokal wspierający (2008–)
- Nick Stewart – gitara rytmiczna, wokal wspierający (2008–)
- Chris Whetzel – gitara basowa (2008–)
- Chris Ulsh – perkusja, wokal wspierający (2009–)
- Seth Gilmore – śpiew (2023–)

Dawni
- Riley Gale – śpiew (2008–2020; zmarły)
- Marcus Johnson – perkusja (2008–2009)

## Dyskografia
| 2013                           | Manifest Decimation - Data: 11 czerwca 2013 - Wydawca: Southern Lord Records | – | – | – | – |
| 2017                           | Nightmare Logic - Data: 24 lutego 2017 - Wydawca: Southern Lord Records      |   |   |   |   |
| „–” pozycja nie była notowana. |                                                                              |   |   |   |   |

| Rok  | Tytuł                         |
| ---- | ----------------------------- |
| 2008 | Demo 2008 - Data: 2008        |
| 2009 | Armageddon Blues - Data: 2009 |
| 2011 | Power Trip - Data: 2011       |

| Rok  | Tytuł                                                                      |
| ---- | -------------------------------------------------------------------------- |
| 2005 | Opening Fire: 2008–2014 - Data: 27 kwietnia 2018 - Wydawca: Dark Operative |

| Rok  | Tytuł                                                                         |
| ---- | ----------------------------------------------------------------------------- |
| 2008 | Live in Seattle: 05.28.2018 - Data: 11 czerwca 2020 - Wydawca: Dark Operative |

## Teledyski
- 2017: „Executioner's Tax (Swing of the Axe)”; reż. Andy Capper[13][14]